# Om Murti Anil
Om Murti Anil föddes den 31 oktober 1978 i Mahottari-distriktet i Nepal. Han påbörjade sin medicinska utbildning vid College of Medical Sciences i Bharatpur, där han tog sin läkarexamen (MBBS). Därefter specialiserade han sig i internmedicin (MD) vid Institute of Medicine (IOM) under Tribhuvan University i Katmandu.

## Yrkeskarriär och samhällsengagemang
Efter sin specialisering i kardiologi spelade Anil en viktig roll i att etablera utbildningsprogrammet för kardiologi vid Manmohan Cardiothoracic Vascular and Transplant Centre i Katmandu.
År 2014 organiserade han ett elvadagars kostnadsfritt hjärtläger, vilket besöktes av över 6 800 personer, vilket gör det till ett av de största i Nepal.
År 2020 grundade han National Cardiac Centre i Katmandu, med fokus på förebyggande arbete, hjärtscreening och allmän hälsoinformation.
Tre år senare, år 2023, grundade han även Dr. Om Foundation, en ideell organisation som arbetar med hälsoläger, stipendier för studenter i utsatta miljöer och olika samhällsprojekt.

## Forskning och publikationer
Anil har genomfört en omfattande studie om riskfaktorer för hjärt-kärlsjukdom bland unga vuxna i Nepal. Studien omfattade 5 530 deltagare och publicerades i Journal of Nepal Health Research Council.
Han är även författare till två böcker: Ma Pani Doctor (2013), som fokuserar på förebyggande hälsa, och Jiwanta Sambandha (2023), som behandlar frågor om samhälle och välbefinnande.

## Utmärkelser och erkännanden
Anil har tilldelats flera statliga utmärkelser i Nepal, inklusive Prime Minister National Talent Award (2025).
År 2023 tilldelades han ett Guinness världsrekord för ett direktsänt föredrag om högt blodtryck på Facebook, som hade 11 212 samtidiga tittare. Han har även erkänts av World Book of Records för sitt arbete med hälsoupplysning.